# Chersonesia apicusta
Chersonesia apicusta är en fjärilsart som beskrevs av Hagen 1898. Chersonesia apicusta ingår i släktet Chersonesia och familjen praktfjärilar. Inga underarter finns listade i Catalogue of Life.